# Clan Azai
Il clan Azai (浅井氏?, Azai-shi) fu un clan di samurai del medioevo giapponese discendenti del clan Fujiwara. Attivi nella provincia di Ōmi erano inizialmente servitori del clan Kyōgoku ma successivamente si resero indipendenti.
Durante il periodo Sengoku si opposero a Oda Nobunaga in alleanza al clan Asakura. Vennero sconfitti duramente nella battaglia di Anegawa dopo la quale iniziò il loro declino che terminò nel 1573 con l'assedio di Odani e la morte del loro ultimo daimyō Azai Nagamasa.

## Membri importanti del clan
- Azai Naotane
- Azai Naomasa
- Azai Sukemasa 1495?-1546
- Azai Hisamasa 1524?-1573
- Azai Masahiro
- Azai Nagamasa 1545-1573
- Azai Masamoto
- Azai Inori - parente di Nagamasa morì nell'assedio di Odani nel 1573
- Azai Manpukumaru - figlio ed erede di Nagamasa fu giustiziato in giovane età da Oda Nobunaga nel 1573 dopo la caduta di Odani

## Servitori importanti del clan
- Tōdō Takatora
- Anemori Yayoi
- Atsuji Sadahide
- Endō Naotsune
- Higuchi Naofusa
- Ishida Masatsugu
- Isono Kazumasa
- Kaihō Tsunachika
- Miyabe Tsugimasu
- Nomura Naotaka
- Shinjō Naoyori
- Akao Kiyotsuna

## Battaglie importanti
- Battaglia di Norada (1560)
- Battaglia di Kanegasaki (1570)
- Battaglia di Anegawa (1570)
- Assedio di Odani (1573)